# Kostel svatého Ducha (Libáň)
Římskokatolický farní kostel svatého Ducha je barokní sakrální stavba v severní části města Libáň. Od roku 1964 je kostel chráněn jako kulturní památka.

## Historie

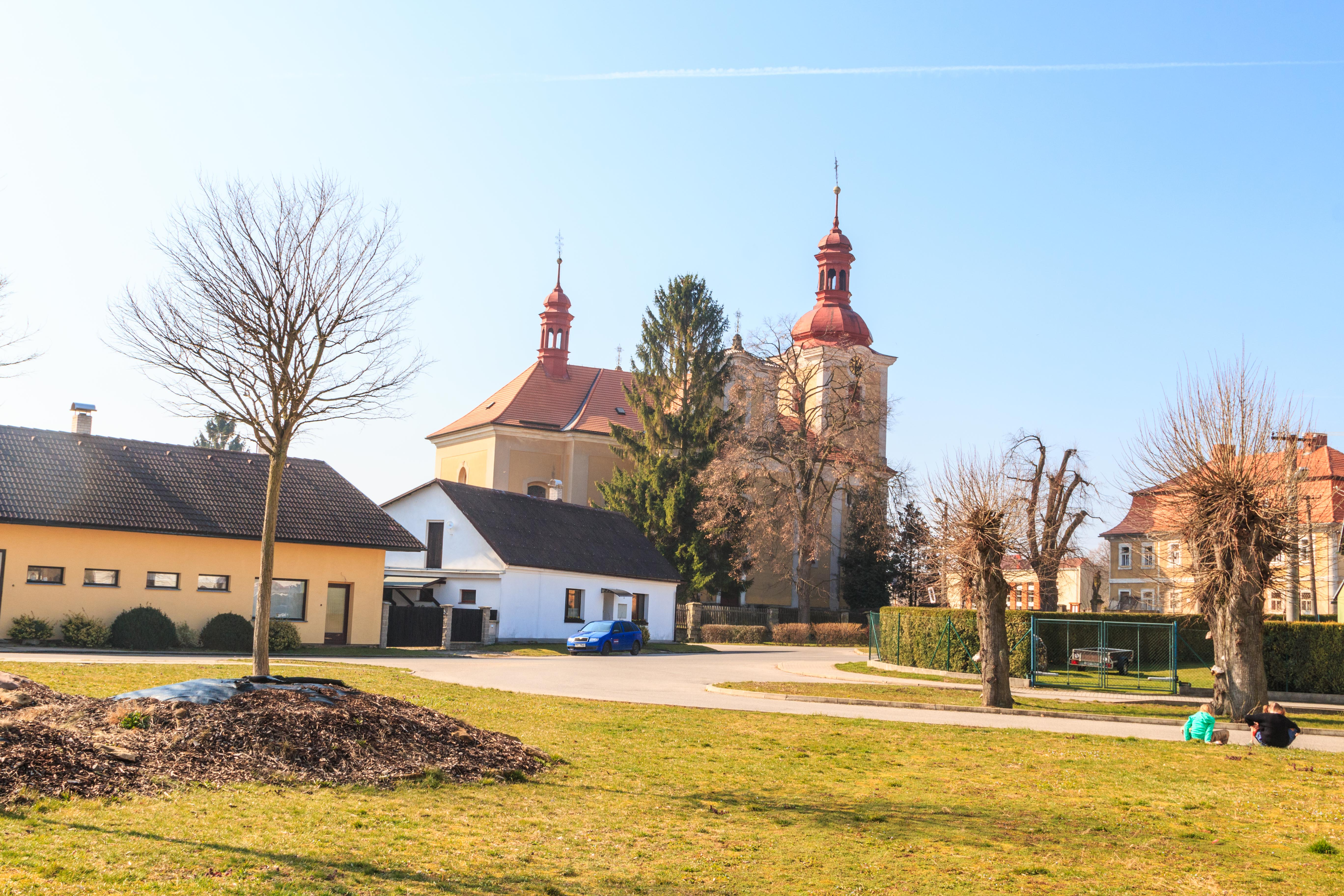
Kostel sv. Ducha v Libáni

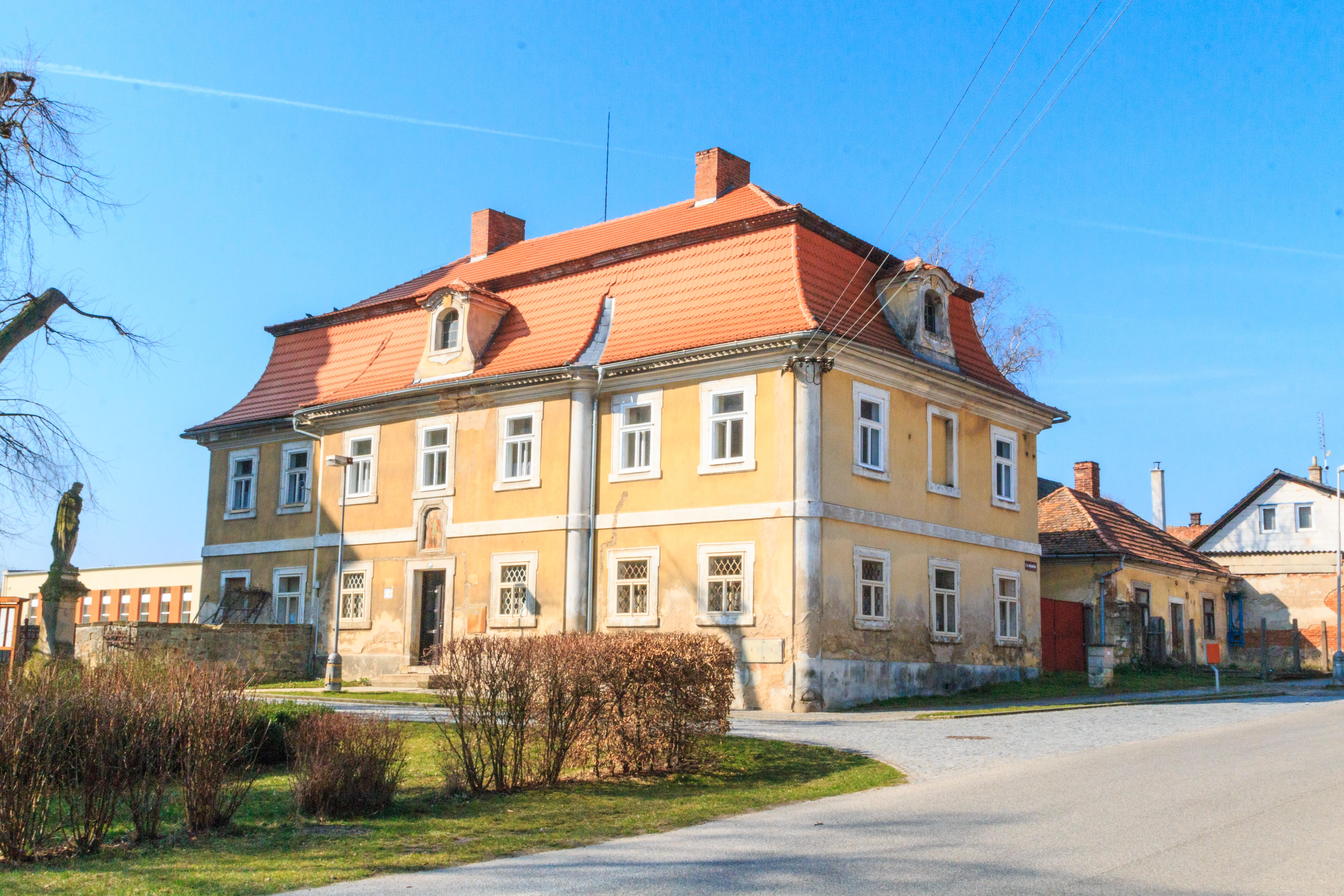
Fara v Libáni

Původní gotický kostel pocházel ze 14. století. Nový barokní byl zbudován v roce 1753. Jeho stavba bývá připisována F. I. Préeovi nebo I. Palliardimu.
Duchovní správci kostela jsou uvedeni na stránce: Římskokatolická farnost – děkanství Libáň.

## Architektura
Stojí téměř na křížovém půdorysu. K jeho rozšířené pravoúhlé střední části jsou přečleněny na obou stranách příčné obdélné pravoúhlé prostory lodi. K nim je na východě přičleněn pravoúhlý prostor presbytáře a na západní straně předsíň v podvěží. Nad západním průčelím se nachází věž. Severní a jižní fasády jsou upraveny jako průčelí a vrcholí štíty s barokními sochami z období výstavby kostela. V severním štítě jsou sochy Salvatora a dvou biskupů. V jižním štítě se nachází socha Panny Marie mezi sochami svatého Jana Nepomuckého a sv. Václava.
Uvnitř kostela je střední část sklenuta plochou kupolí. Ostatní prostory mají v klenbě placku, která je oddělena mohutnými pásy. V kostele jsou fresky signované: „Jos. Haager Pict. et Arch. 1755“. Byly restaurované H. A. Jouklem v roce 1906.

## Zařízení
Barokní zařízení pochází z období výstavby kostela, po roce 1755. Obraz na hlavním oltáři je umělecky významný. Obrazy na dvou bočních oltářích jsou novějšího data; na dalších dvou jsou obrazy barokní, ovšem už ne tak umělecky zdařilé.

## Sochy v okolí kostela
U kostela stojí na vysokém podstavci barokní pískovcové sochy svatého Josefa z roku 1740 a svatého Jana Nepomuckého. Dále se poblíž nachází socha Ecce Homo z roku 1819, která je dílem regionálního sochaře Ferdinanda Kofránka z Vojic. Ve ulici směřující na jihovýchod do Zlivu se nalézá sloup se sochou Panny Marie Immaculaty z roku 1738.

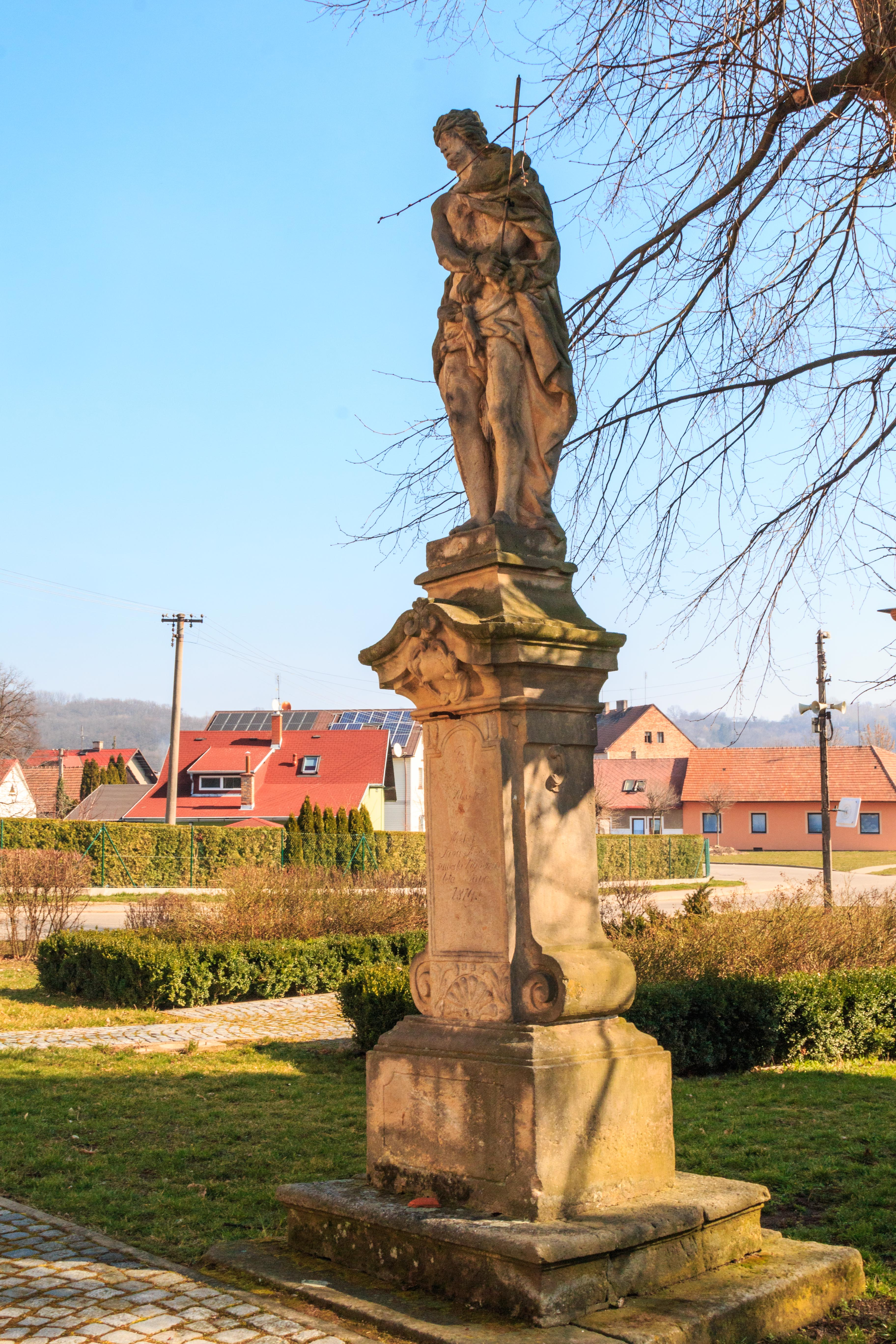
Socha Ecce homo
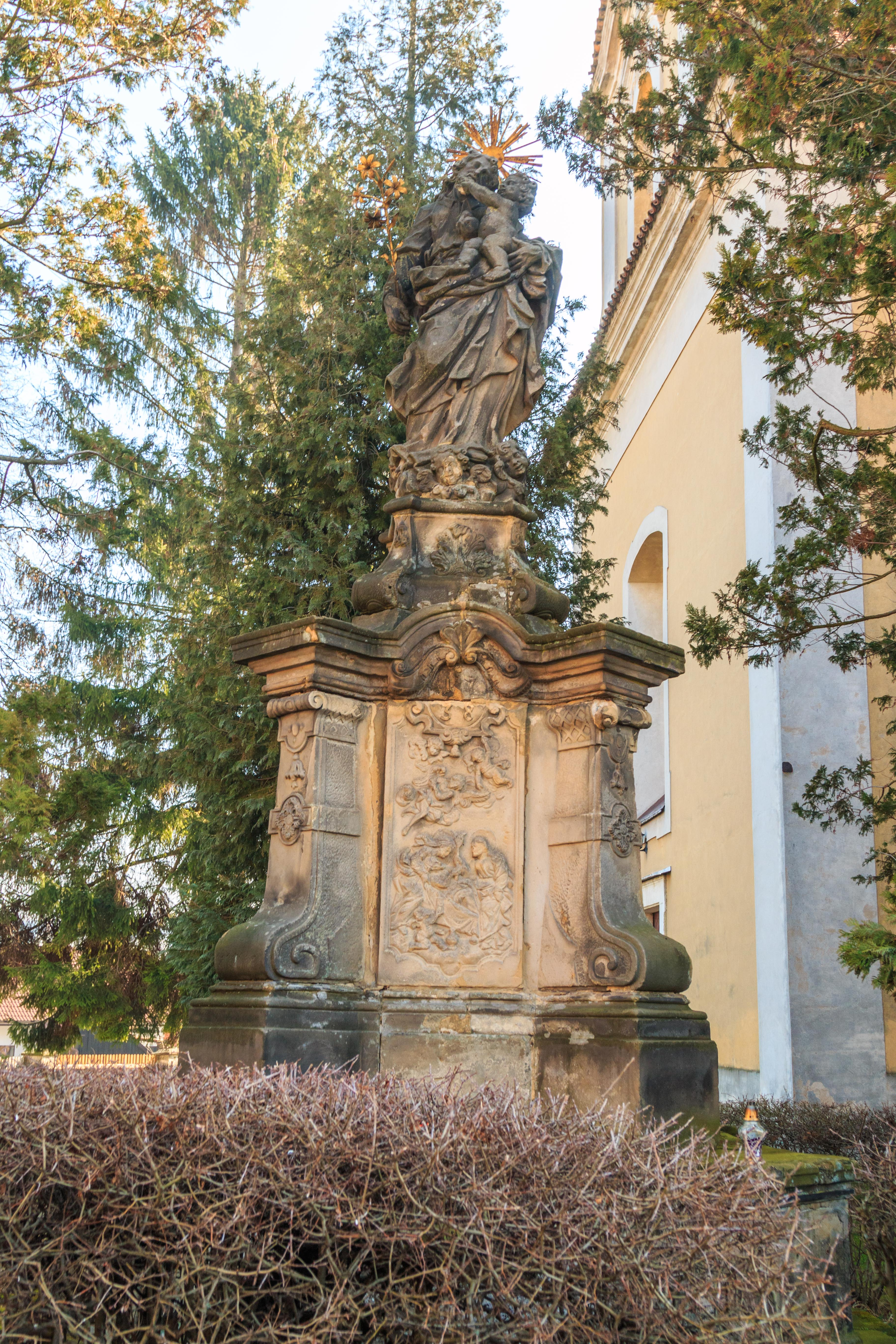
Socha svatého Josefa
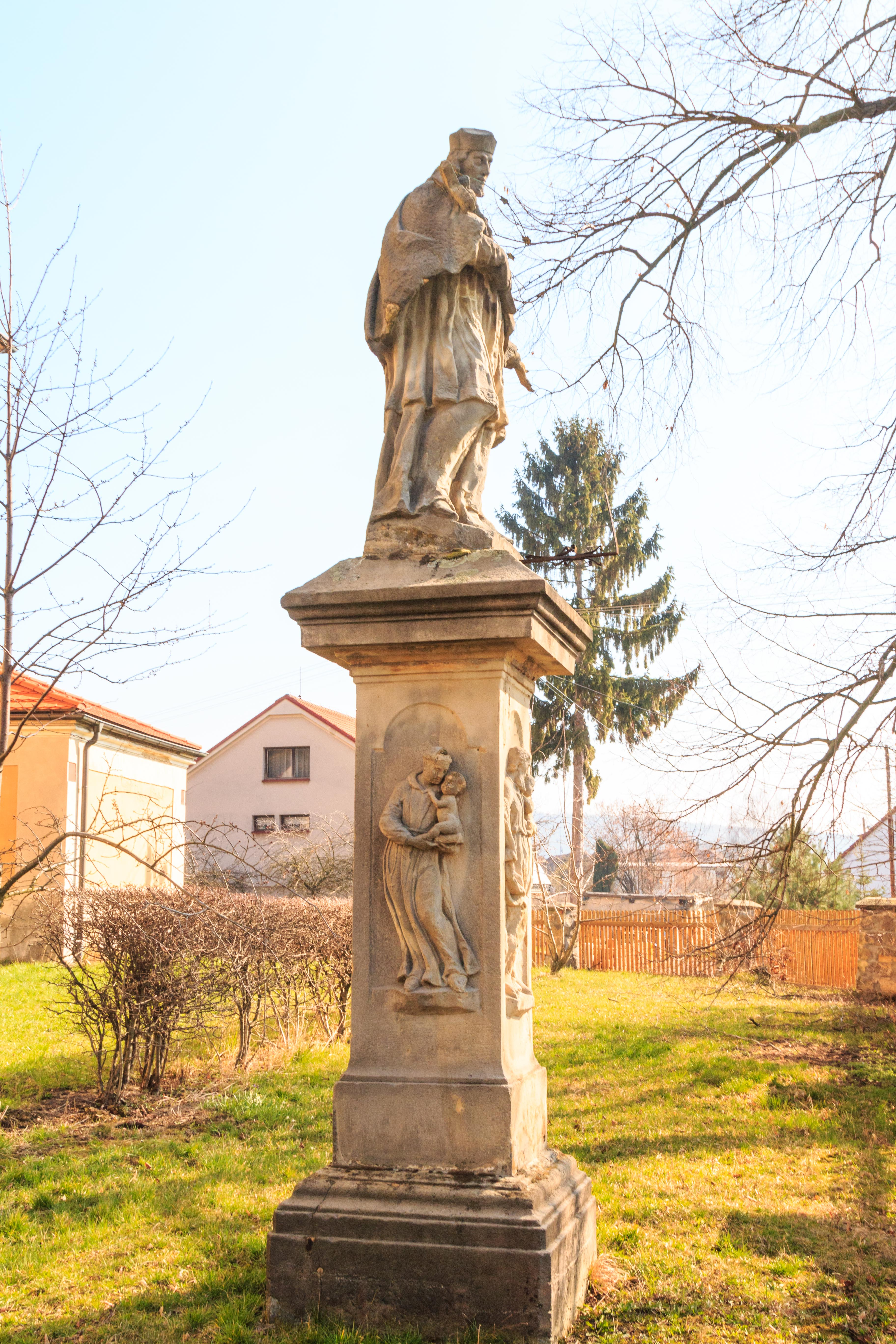
Socha svatého Jana Nepomuckého
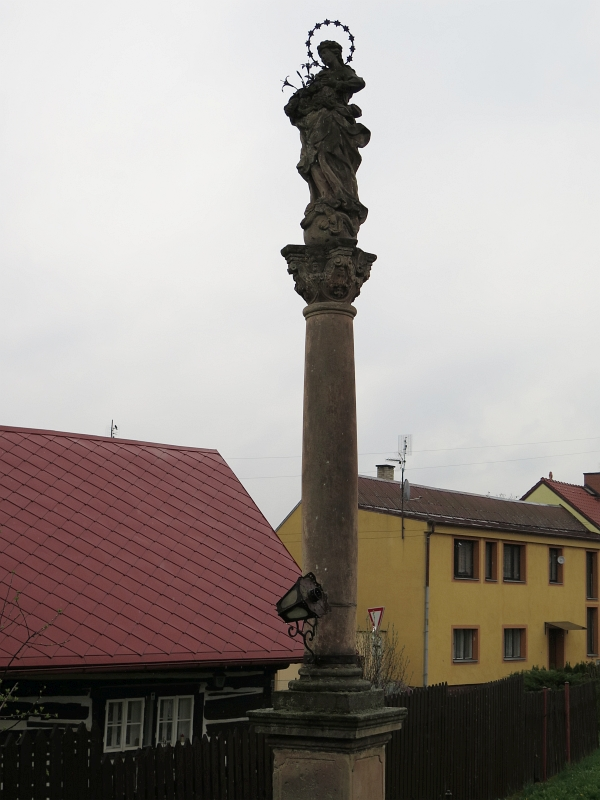
Sloup se sochou Panny Marie Immaculaty